# Lavoisiera subulata
Lavoisiera subulata är en tvåhjärtbladig växtart som beskrevs av José Jéronimo Triana. Lavoisiera subulata ingår i släktet Lavoisiera och familjen Melastomataceae. Inga underarter finns listade i Catalogue of Life.